# 미국 기후 동맹
미국 기후 동맹(United States Climate Alliance)는 미국에서 2015년 기후 변화에 관한 파리 협정을 역내에서 준수할 것을 약속한 주 그룹이다.
회원 국가는 2014년에 미국의 이산화탄소 배출량의 18.1%를 배출하고있다 (2016년 현재 미국 인구의 31.4%, 미국 GDP의 36.3%를 차지하고있다).

## 역사
이 동맹은 미국 대통령 도널드 트럼프가 2017년 6월 1일에 파리 협정에서 미국이 철수하기로 결정함에 따라 그날 결성되었다. 이 동맹은 3명의 미국 주지사, 워싱턴주의 제이 인슬리 뉴욕의 앤드루 쿠오모, 캘리포니아의 제리 브라운에 의해 발표되었다. 이 동맹은 법적 구속력이있는 협약을 정하는 것이 아니고 기후 변화에 대해 비슷한 생각을 가진 주지사들이 모인 것이다.

Inslee가 발표 한 보도 성명은 "뉴욕 주, 캘리포니아 주와 워싱턴주는 미국의 GDP의 1/5을 차지하고 있으며, 2005년 대비 26 ~ 28%의 배출 삭감을 목표로 미국의 목표에 최선을 연방 청정 발전 계획의 목표를 달성하거나 그것을 웃도는 것을 목표로한다 "고하고있다. 이러한 3개 주 민주당가 지배하고 있지만, 뉴욕과 캘리포니아 주지사는 2018년 미국 지사 선거에 출마 할 전망이다. 또한, 회원 국가는 매사추세츠 주와 버몬트 만 공화당의 지사이다.

## 회원 주

### 구성 주
| 주            | 지사               | 지사 | 가입 날짜                | CO2 배출량 (백만 톤) | CO2 배출량 (백만 톤) |
| ------------- | ------------------ | ---- | ------------------------ | -------------------- | -------------------- |
| California    | Jerry Brown        | D    | 2017년6월1일 (창립 멤버) | 358.0                |                      |
| New York      | Andrew Cuomo       | D    | 2017년6월1일 (창립 멤버) | 170.0                |                      |
| Washington    | Jay Inslee         | D    | 2017년6월1일 (창립 멤버) | 73.0                 |                      |
| Connecticut   | Dannel Malloy      | D    | 2017년6월2일             | 35.0                 |                      |
| Rhode Island  | Gina Raimondo      | D    | 2017년6월2일             | 11.0                 |                      |
| Massachusetts | Charlie Baker      | R    | 2017년6월2일             | 64.0                 |                      |
| Vermont       | Phil Scott         | R    | 2017년6월2일             | 6.0                  |                      |
| Oregon        | Kate Brown         | D    | 2017년6월2일             | 38.0                 |                      |
| Hawaii        | David Ige          | D    | 2017년6월2일             | 18.0                 |                      |
| Virginia      | Terry McAuliffe    | D    | 2017년6월5일             | 104                  |                      |
| Minnesota     | Mark Dayton        | DFL  | 2017년6월5일             | 95                   |                      |
| Delaware      | John C. Carney Jr. | D    | 2017년6월5일             | 13                   |                      |
| Puerto Rico   | Ricky Rosselló     | PNP  | 2017년6월5일             | 28                   |                      |